# Kanadische Unterhauswahl 2006
- NDP: 29
- BQ: 51
- Lib: 103
- Unabh.: 1
- Kon: 124

Die 39. kanadische Unterhauswahl (engl. 39th Canadian General Election, frz. 39e élection fédérale canadienne) fand am 23. Januar 2006 statt. Gewählt wurden 308 Mitglieder des kanadischen Unterhauses (engl. House of Commons, frz. Chambre des Communes). Nach einem Misstrauensvotum waren vorgezogene Neuwahlen ausgerufen worden. Die Konservative Partei des bisherigen Oppositionsführers Stephen Harper löste die Liberale Partei von Premierminister Paul Martin als stärkste Kraft ab und bildete eine Minderheitsregierung.

## Ursache
Grund für die vorgezogene Neuwahl war ein Misstrauensvotum am 28. November 2005. Die Opposition war sich einig, dass die liberale Regierung von Premierminister Martin korrupt sei und entzog ihr das Vertrauen. Am folgenden Tag traf sich Martin mit Generalgouverneurin Michaëlle Jean, die das Unterhaus auflöste und eine Neuwahl ausrief. Sie legte den 23. Januar 2006 als Wahldatum fest (Wahlen im Winter sind in Kanada ungewöhnlich). Der Wahlkampf dauerte fast acht Wochen und war der längste der letzten zwei Jahrzehnte. Durch die Weihnachts- und Neujahrsferien (mit entsprechend geringerer Aufmerksamkeit der Bevölkerung) wurde er praktisch in zwei Teile getrennt.

Übersicht der Provinzen und Territorien

Aktuelle politische Ereignisse, allen voran die Untersuchungsberichte der Gomery-Kommission im Zusammenhang mit dem Sponsoring-Skandal, schwächten die Liberale Partei erheblich. Ihr wurde vorgeworfen, kriminelle Handlungen begangen zu haben. Im ersten Bericht der Kommission, veröffentlicht am 1. November 2005, war von einer „Kultur des Anspruchsdenkens“ die Rede. Obwohl die nächste Wahl turnusgemäß erst 2009 hätte stattfinden müssen, wollte die Opposition die Veröffentlichung des zweiten Teils des Untersuchungsberichts, die am 1. Februar 2006 vorgesehen war, nicht länger abwarten. Alle drei Oppositionsparteien – die Konservative Partei, die Neue Demokratische Partei (NDP) und der Bloc Québécois – sowie drei von vier Unabhängigen unterstützten das Misstrauensvotum, das mit 171 zu 133 Stimmen erfolgreich war.

## Meinungsumfragen
Vor und während des Wahlkampfs ergaben Meinungsumfragen schwankende Zustimmungswerte für die regierenden Liberalen und die oppositionellen Konservativen. Nach der Veröffentlichung des ersten Teils des Gomery-Untersuchungsberichts im November 2005 fiel die Zustimmung für die Liberalen. Wenige Tage später konnten sie sich auffangen und die Verluste wieder wettmachen. Nach der Wahlankündigung hatten sie im Dezember einen leichten Vorsprung gegenüber den Konservativen. Erneute Korruptionsvorwürfe als Folge von Ermittlungen der  Royal Canadian Mounted Police führten gegen Jahresende zu einem Aufschwung bei den Konservativen zulasten der Liberalen, der auf einen möglichen Regierungswechsel hindeutete. Die Zustimmungswerte für die NDP stiegen leicht an, während sie beim Bloc Québécois leicht sanken; bei der Grünen Partei blieben sie während der Dauer des Wahlkampfs weitgehend unverändert.

## Auswirkungen
Die Wahl ergab eine konservative Minderheitsregierung mit 124 Sitzen. Obwohl die Konservativen 25 Sitze zugelegt hatten, fehlten ihnen 31 Sitze für die absolute Mehrheit, weshalb der neue Premierminister Stephen Harper in der folgenden Legislaturperiode auf die Unterstützung anderer Parteien angewiesen war. Die Liberalen verloren 32 Sitze und wurden erstmals seit 1993 wieder in die Oppositionsrolle gedrängt. Als Folge der Wahlniederlage trat Paul Martin als Parteivorsitzender zurück; im Dezember 2006 wurde Stéphane Dion zu seinem Nachfolger gewählt. Während die NDP um zehn Sitze zulegen konnte, verlor der Bloc Québécois drei Sitze, blieb aber weiterhin mit Abstand stärkste Kraft in der Provinz Québec.
Die Wahlbeteiligung betrug 64,7 %, was gegenüber der Wahl von 2004 eine Zunahme von 3,8 Prozentpunkten bedeutete.

## Ergebnisse

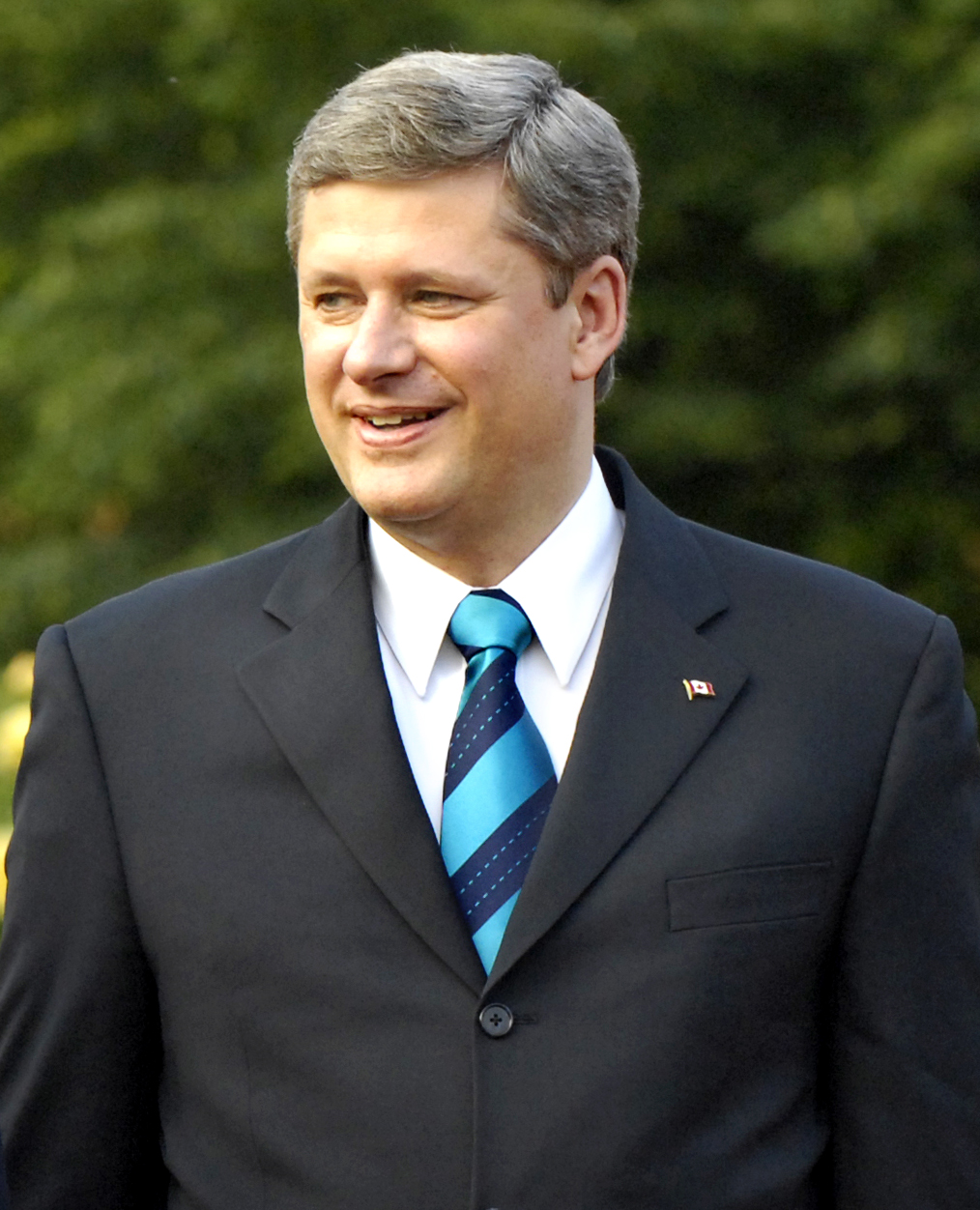
Stephen Harper

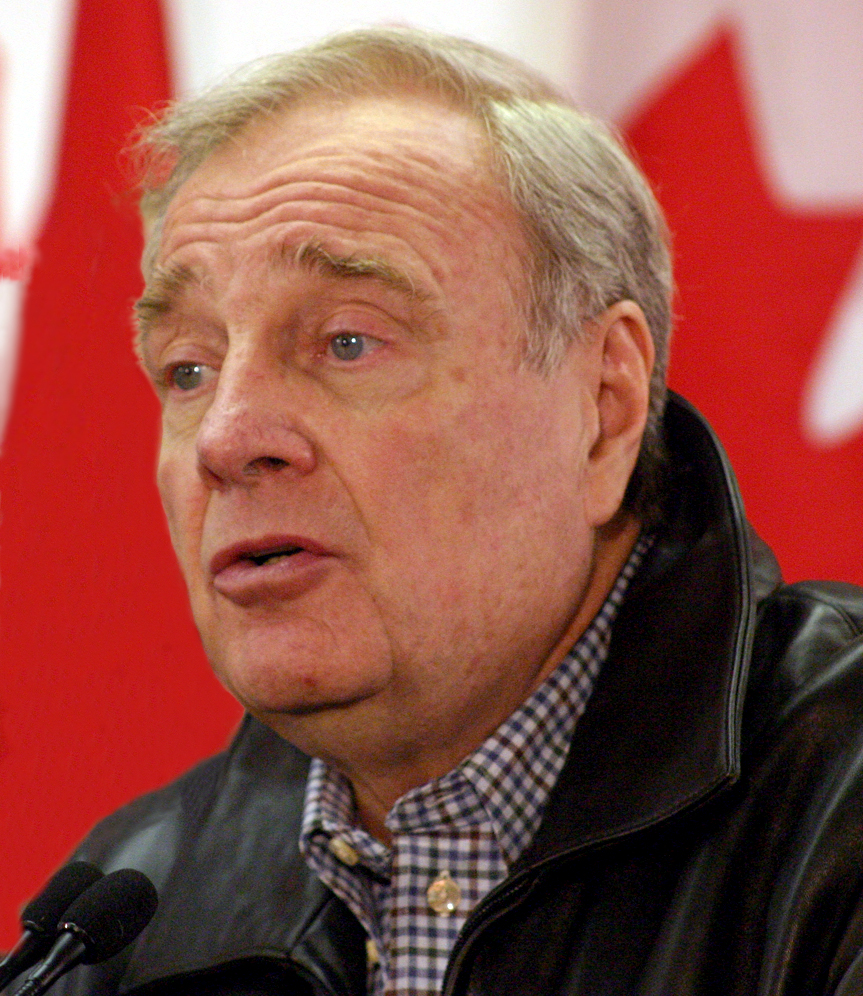
Paul Martin

Wahlkreise im Detail

### Gesamtergebnis
| Partei | Partei                       | Vorsitzender       | Kandi- daten | Sitze 2004 | bei Auf- lösung | Sitze 2006 | +/−  | Stimmen    | Anteil  | +/−      |
| ------ | ---------------------------- | ------------------ | ------------ | ---------- | --------------- | ---------- | ---- | ---------- | ------- | -------- |
|        | Konservative Partei          | Stephen Harper     | 308          | 099        | 098             | 124        | + 25 | 5.374.071  | 36,27 % | + 6,64 % |
|        | Liberale Partei              | Paul Martin        | 308          | 135        | 133             | 103        | − 32 | 4.479.415  | 30,23 % | − 6,50 % |
|        | Bloc Québécois               | Gilles Duceppe     | 075          | 054        | 053             | 051        | − 03 | 1.553.201  | 10,48 % | − 1,90 % |
|        | Neue Demokratische Partei    | Jack Layton        | 308          | 019        | 018             | 029        | + 10 | 2.589.597  | 17,48 % | + 1,71 % |
|        | Unabhängige                  |                    | 090          | 001        | 004             | 001        |      | 81.860     | 0,51 %  | − 0,07 % |
|        | Grüne Partei                 | Jim Harris         | 308          |            |                 |            |      | 664.068    | 4,48 %  | + 0,19 % |
|        | Christian Heritage           | Ron Gray           | 045          |            |                 |            |      | 28.152     | 0,19 %  | − 0,11 % |
|        | Progressive Canadian Party   | Tracy Parsons      | 025          |            |                 |            |      | 14.151     | 0,10 %  | + 0,02 % |
|        | Marijuana Party              | Blair Longley      | 023          |            |                 |            |      | 9.171      | 0,06 %  | − 0,19 % |
|        | Marxisten-Leninisten         | Sandra L. Smith    | 069          |            |                 |            |      | 8.980      | 0,06 %  |          |
|        | Canadian Action Party        | Connie Fogal       | 034          |            |                 |            |      | 6.102      | 0,04 %  | − 0,02 % |
|        | Kommunistische Partei        | Miguel Figueroa    | 021          |            |                 |            |      | 3.022      | 0,02 %  | − 0,01 % |
|        | Libertäre Partei             | Jean-Serge Brisson | 010          |            |                 |            |      | 3.002      | 0,02 %  | + 0,01 % |
|        | First Peoples National Party | Barbara Wardlaw    | 005          |            |                 |            |      | 1.201      | >0,01 % |          |
|        | Western Block Party          | Doug Christie      | 004          |            |                 |            |      | 1.094      | >0,01 % |          |
|        | Animal Alliance              | Liz White          | 001          |            |                 |            |      | 72         | >0,01 % |          |
|        | vakant                       |                    |              |            | 002             |            |      |            |         |          |
| Gesamt | Gesamt                       | Gesamt             | 1.634        | 308        | 308             | 308        |      | 14.817.159 | 100,0 % |          |

### Ergebnis nach Provinzen und Territorien
| Partei | Partei                    | Partei      | BC   | AB   | SK   | MB   | ON   | QC   | NB   | NS   | PE   | NL   | NU   | NT   | YT   | Gesamt |
| ------ | ------------------------- | ----------- | ---- | ---- | ---- | ---- | ---- | ---- | ---- | ---- | ---- | ---- | ---- | ---- | ---- | ------ |
|        | Konservative Partei       | Sitze       | 17   | 28   | 12   | 8    | 40   | 10   | 3    | 3    |      | 3    |      |      |      | 124    |
|        | Konservative Partei       | Anteil in % | 37,3 | 65,0 | 48,9 | 42,8 | 35,1 | 24,6 | 35,7 | 29,7 | 33,4 | 42,7 | 29,6 | 19,8 | 23,7 | 36,25  |
|        | Liberale Partei           | Sitze       | 9    |      | 2    | 3    | 54   | 13   | 6    | 6    | 4    | 4    | 1    |      | 1    | 103    |
|        | Liberale Partei           | Anteil in % | 27,6 | 15,3 | 22,4 | 26,0 | 39,9 | 20,7 | 39,2 | 37,2 | 52,5 | 42,8 | 39,1 | 34,9 | 48,5 | 30,2   |
|        | Bloc Québécois            | Sitze       |      |      |      |      |      | 51   |      |      |      |      |      |      |      | 51     |
|        | Bloc Québécois            | Anteil in % |      |      |      |      |      | 42,1 |      |      |      |      |      |      |      | 10,5   |
|        | Neue Demokratische Partei | Sitze       | 10   |      |      | 3    | 12   |      | 1    | 2    |      |      |      | 1    |      | 29     |
|        | Neue Demokratische Partei | Anteil in % | 28,6 | 11,6 | 24,0 | 25,4 | 19,4 | 7,5  | 21,9 | 29,8 | 9,6  | 13,6 | 17,6 | 42,1 | 23,9 | 17,5   |
|        | Unabhängige               | Sitze       |      |      |      |      |      | 1    |      |      |      |      |      |      |      | 1      |
|        | Unabhängige               | Anteil in % |      |      |      |      |      | 0,9  |      |      |      |      |      |      |      | 0,1    |
|        | Grüne Partei              | Anteil in % | 5,3  | 6,5  | 3,2  | 3,9  | 4,7  | 4,0  | 2,4  | 2,6  | 3,9  | 0,9  | 5,9  | 2,1  | 4,0  | 4,5    |